# Pyrestes rudis
Pyrestes rudis är en skalbaggsart som beskrevs av Holzschuh 2005. Pyrestes rudis ingår i släktet Pyrestes och familjen långhorningar. Inga underarter finns listade i Catalogue of Life.